# قاسم انصاری
قاسم انصاری (زاده ۱۲ آذر ۱۳۱۴ درروستای شنستقین قزوین – درگذشتهٔ ٢٩ اسفند ١۴٠٠) استاد دانشگاه، نویسنده، مترجم، مصحح و پژوهشگر حوزه‌های ادبیات فارسی، ادبیات عربی، عرفان و تصوف و علوم قرآنی بود. وی در آخرین ساعات آخرین روز سال ١۴٠٠ درگذشت.

## زندگی‌نامه و تحصیلات
دکتر قاسم انصاری، در ۱۲ آذرماه ۱۳۱۴ خورشیدی در افشاریه قزوینروستای شنستقین به دنیا آمد.
فراگیری قرآن و تحصیلات ابتدایی و مقدماتی را در زادگاه خود و نیز در قزوین سپری نمود و تا پایان دوره متوسطه از دبیران و استادان بنام آن زمان بهره جست. همچنین به تحصیل دروس حوزوی پرداخت و بسیاری از کتب و مآخذ مدارس علوم دینی را در قزوین فراگرفت.
پس از آن با انگیزه جستجوی کار و ادامه تحصیل به تهران عزیمت کرد و درسال ۱۳۳۸ در رشته علوم تربیتی از دانشگاه تهران دانش‌آموخته گردید، سپس به استخدام آموزش و پرورش درآمد و به منظور تدریس در دبیرستانها و مرکز تربیت معلم شهر خمین عازم آن دیار گردید.
وی درسال ۱۳۴۱ به قزویندر دبیرستان‌های رهنما و نظام وفاو پس از آن به سال ۱۳۴۶ به تهران انتقال یافت و درضمن تدریس، در سال ۱۳۴۸ از مقطع فوق لیسانس رشته زبان و ادبیات فارسی دانشگاه تهران فارغ‌التحصیل گردید و در سال ۱۳۵۱ با کسب رتبه نخست در دوره دکتری ادیان و عرفان دانشگاه تهران پذیرفته شد. درسال ۱۳۵۸ تحصیلات خود را به پایان رسانید.
از سال ۱۳۵۶ در دانشگاه‌های سراسری تهران، شهید بهشتی، تربیت مدرس، گیلان، بین‌المللی امام خمینی قزوین و … به تدریس متون عرفانی پرداخت و از سال ۱۳۶۹ به عضویت هیئت علمی دانشگاه‌های آزاد اسلامی زنجان و تاکستان درآمد.

## خدمات علمی و فرهنگی
زمینه‌های خدمات علمی و فرهنگی استاد دکتر انصاری عبارتند از: تدریس در مراکز دانشگاهی، مدیریت گروه‌های ادبیات فارسی برخی از دانشگاه‌ها؛ حضور و سخنرانی در همایش‌ها و کنگره‌های علمی وادبی بین‌المللی و ملی، همکاری با بسیاری از نهادهای فرهنگی چونان: انجمن مفاخر فرهنگی، حوزه هنری، اداره فرهنگ و ارشاد اسلامی و …، راهنمایی و مشاوره و داوری پایان‌نامه‌های تحصیلی کارشناسی ارشد و دکترا، داوری مقالات نشریات پژوهشی و بالاخره تألیف، عضویت در کمیته علمی همایش‌ها.
تألیف، ترجمه و تصحیح کتاب، نگارش مقدمه و تحشیه بر کتاب‌ها و همچنین نگارش مقالات علمی ازجمله خدمات علمی، فرهنگی وی به‌شمار می‌روند.

## آثار
وی تاکنون بیش از ۵۰ تألیف و ترجمه و نیز ۴۰ مقاله در حوزه ادبیات فارسی به ویژه گرایش عرفان و تصوف اسلامی ارائه کرده‌است.

### کتاب‌ها
1. دستور زبان فارسی، ناشر: متین، ۱۳۵۱.
2. ترجمه شکوی الغریب و زبدة الحقایق، عین القضاة همدانی، با عنوان: دفاعیات و گزیده حقایق، ناشر: منوچهری، ۱۳۶۳.
3. مقدمه بر کشف المحجوب هجویری، ناشر: طهوری، ۱۳۵۸.
4. مقدمه بر صد میدان خواجه عبدالله انصاری، ناشر: طهوری، ۱۳۶۴.
5. تصحیح انتقادی ترجمه عوارف المعارف شیخ شهاب‌الدین‌ابوحفص سهروردی، ناشر: علمی و فرهنگی، ۱۳۸۶.
6. مبانی عرفانی و تصوف، ناشر: دانشگاه پیام نور، ۱۳۷۰.
7. متون تفسیری، ناشر: همان، ۱۳۷۰.
8. ترجمه: الاسراء علی مقام الاسری، ابن عربی با عنوان: ما زبالاییم و بالا می‌رویم، ناشر: طهوری، ۱۳۸۰.
9. ترجمه مشارق الانوار، ابن دباغ انصاری، با عنوان: عشق اسطرلاب اسرار خداست، ناشر: طهوری، ۱۳۷۸.
10. گزیده کلیات عبید زاکانی، ناشر: طه، ۱۳۷۷.
11. ترجمه کتاب الفتوة، ابوعبدالرحمن سلمی، با عنوان: جوانمردی و جوانمردان، ناشر: حدیث امروز، ۱۳۸۶
12. ترجمه منابع التشریع و ادواره فی الاسلام، دکتر شومان، با عنوان: منابع و ادوار قانون‌گذاری در اسلام، ناشر: دانشگاه آزاد اسلامی زنجان، ۱۳۸۳.
13. ترجمه دو رساله فلسفی از حکیم عمر خیام، ناشر: گلاب، ۱۳۸۲.
14. ترجمه کتاب المعراج، ابوالقاسم قشیری، باعنوان: از فرش تا عرش، ناشر: سایه گستر، ۱۳۸۳.
15. ترجمه التدبیرات الالهیه فی اصلاح مملکه الانسانیة، ابن عربی، باعنوان: جهان انسان شد و انسان جهانی، ناشر: ۱۳۸۷.
16. ترجمه دفاعیات عین القضاة به همراه گزیده حقایق، ناشر: منوچهری، ۱۳۸۵.
17. ترجمه فوائح الجمال و فواتح الجلال، نجم کبری، با عنوان: نسیم جمال و دیباچه جلال، ناشر: طهوری، ۱۳۸۸.
18. ترجمه عطف الالف المالوف الی اللام المعطوف، دیلمی، با عنوان: الف الفت و لام معطوف، ناشر: سایه گستر، ۱۳۸۹.
19. شعر شیرین و نثر نغر، فارسی عمومی با همکاری، ناشر: حدیث امروز، ۱۳۸۴.
20. کلیات عرفان، ناشر: کتب درسی، ۱۳۶۳.
21. ترجمه کتاب الزهد حسن بصری، نشر جامی، ۱۳۹۶.
22. ترجمه کتاب ذوالنون مصری، با همکاری، نشر سایه گستر، ۱۳۹۷.

### مقالات
1. ملامتیه (ملامیه)، مجله آینده با مدیریت ایرج افشار، ۱۳۶۲.
2. تاج‌الدین اشنهی، همان، ۱۳۶۲.
3. استادان امام فخررازی، همان، ۱۳۶۵.
4. فخررازی و تصوف، مجله ادبیات دانشگاه شهید بهشتی، ۱۳۶۹.
5. مختصری در علم کلام، همان، ۱۳۷۳.
6. ترجمه تحفة السفرة ابن عربی، مجله فرهنگ پژوهشگاه علوم انسانی، ۱۳۷۰.
7. ترجمه مرآة العارفین صدر قونوی، همان، ۱۳۷۴.
8. پنج متن قلندری، یادنامه استاد حبیب یغمایی، ۱۳۷۰.
9. قلندرنامه منظوم هروی، مجله کلک، ش۱۴، ۱۳۷۰.
10. فتوت‌نامه علاءالدوله سمنانی، مجله معارف، مرکز دانشگاهی، ۱۳۶۶.
11. وحید شاعر و اصول الخمسه او، مجله نسیم، ۱۳۷۶.
12. رساله اصول العقائد فخررازی، مجله رهپوی هدایت، ۱۳۷۸.
13. ترجمه الدرایة شهید ثانی، آرمان پژوهش، دانشگاه آزاد زنجان، ۱۳۷۹.
14. قدامة بن جعفر و نقدالشعر او، همایش نقد و نظریه در دانشگاه آزاد زنجان، ۱۳۷۹.
15. معراج نبوی، همایش سیره نبوی، دانشگاه آزاد زنجان، ۱۳۸۵.
16. حافظ و زهد ریایی، فصلنامه دانشگاه آزاد تاکستان، ۱۳۸۰.
17. بررسی کتاب اوحد کرمانی، مجله دروازه بهشت، ۱۳۸۰.
18. تبدل حواس (حس‌آمیزی)، همان، ۱۳۸۰.
19. ابن سبعین و آراء او، همان، ۱۳۸۱.
20. ترجمه ماهیة العشق اخوان الصفا، همان، ۱۳۸۱.
21. نگاهی گذرا به المعجم فی آثار ملوک العجم، همان، ۱۳۸۳.
22. سعدی و متنبّی، همان، ۱۳۸۲.
23. علمای قزوین، ش۱، همان، ۱۳۸۳.
24. علمای قزوین، ش۲، همان، ۱۳۸۳.
25. ترجمه انوار النبی ابن سبعین، همان، ۱۳۸۴.
26. قزوین در آثار البلاد زکریای قزوینی، همان، ۱۳۸۴.
27. خواجه یوسف همدانی، همایش در عشق آباد ترکمنستان، ۱۳۸۲.
28. خیال در دیوان حافظ، مجله تخصصی عرفان، ۱۳۸۳.
29. اشعار عربی حکیم سهروردی، همان، ۱۳۸۵.
30. جواب سهروردی به ۱۸ سؤال خراسانیان، همان، ۱۳۸۵.
31. استنباطات صوفیه، همان، ش۱۹، ۱۳۸۸.
32. تصوف در تکوین سلطنت صفویه، همایش بین‌المللی در دانشگاه بین الملی امام خمینی، ۱۳۸۶.
33. فهرست اشعار عربی و فارسی تاریخ گزیده، همایش بزرگداشت حمدالله مستوفی، ۱۳۸۶.
34. نور در مثنوی، همایش بزرگداشت مولانا، دانشگاه آزاد تبریز، ۱۳۸۵.
35. شیخ اشراق و آثار او، نامه انجمن مفاخر، ۱۳۸۶.
36. ابن سبعین، شاخه شوق، یادگارنامه بهاءالدین خرمشاهی، نشر قطره، ۱۳۸۶.
37. من و مولانا، زندگانی شمس، ویلیام چیتیک، همایش بین‌المللی شمس تبریزی در خوی و ارومیه، ۱۳۸۹.
38. مجالس سبعة، همایش مجالس سبعه مولوی در دانشگاه اصفهان، ۱۳۸۷.
39. انسان نورانی و طباع تام سهروردی و تطور آن، پژوهشکده فرهنگ و هنر اسلامی، نیوار شماره ۴.
40. چند کلمه در حکمت اشراق شیخ شهاب الدین سهروردی، نیوار، ش۴.

## جوایز
جوایز و تقدیر نامه‌های فراوان به مناسبت‌های مختلف از دانشگاه‌ها و مراکز علمی و فرهنگی، از جمله انجمن آثار و مفاخر فرهنگی، دانشگاه شهید بهشتی، دانشگاه بین‌المللی امام خمینی و..